# Lisa Marie Fix
Lisa Marie Fix (* 1983 in Hamburg) ist eine deutsche Schauspielerin.

## Leben
Lisa Marie Fix studierte von 2003 bis 2007 Schauspiel an der Hochschule für Musik und Theater in Zürich.
Während ihrer Studienzeit wirkte sie in dem in Hamburg gedrehten Spielfilm Dezemberküsse mit. Sie spielte später auch in dem Spielfilm Stadtgeflüster – Sex nach Fünf und in insgesamt 6 Episoden der Fernsehserie Notruf Hafenkante mit, tritt aber überwiegend im Theater auf. So trat sie in den Jahren 2007 und 2008 in mehreren Schweizer Theaterhäusern sowie in Konstanz am Bodensee auf. Ab 2009 stand sie über viele Jahre hinweg auf der Bühne des Theaters Bremen und leitet seit der Saison 2022/23 gemeinsam mit Ute Sengebusch und Maria Spanring das Theater Bern.

## Filmografie

### Filme
- 2004: Dezemberküsse
- 2011: Stadtgeflüster – Sex nach Fünf

### Fernsehserien
- 2014–2018: Notruf Hafenkante (6 Episoden)
- 2014: Bataillon d’Amour (Staffel 9 / Episode 12)
- 2015: Hans im Glück (9 / 23)
- 2016: In Hamburg essen sie Hunde (11 / 1)
- 2016: Crystal (11 / 2)
- 2016: Gegen die Uhr (11 / 3)
- 2018: Zwischen Leben und Tod (12 / 14)